# Патерлини, Фабрицио
Фабрицио Патерлини (итал. Fabrizio Paterlini; род. 22 февраля 1973 года, Мантуя, Италия) — итальянский композитор и пианист. Патерлини является владельцем собственного лейбла Fabrizio Paterlini Records.

## Биография
Фабрицио Патерлини родился и живёт в древнем северном итальянском городе Мантуе. Патерлини начал играть на фортепиано в шесть лет. Официальное обучение по выбранному направлению искусства он проходил в Campiani’s Academy, Mantua’s Academy of Arts, которые он окончил по специальности «Теория Музыки».
В 1990-е композитор оттачивал своё мастерство как концертный музыкант, исполняя классический рок, поп и джаз в местных коллективах. Играя в этих группах, он начал сочинять свою музыку, главным образом под впечатлением от прогрессивного рока. Под конец десятилетия Патерлини принял важное решение — сосредоточиться исключительно на фортепиано — инструменте, который, по его словам, «наилучшим образом отображает его внутренний мир».
Тем не менее, до начала 2006-го он не сочинял сольную музыку для фортепиано. В этом году он сделал важный шаг в своём творчестве, выпустив свой дебютный диск Viaggi in Aeromobile (Путешествие на самолёте) на лейбле Music Center. Коллекция получила весьма лестные отзывы в итальянской специализированной прессе. За выпуском альбома последовала череда выступлений в книжном магазине Фельтринелли и Ludas Club в Мантуе, а также под открытым небом парка Parco Giardino Sigurtà в Вероне.
В 2008-м увидел свет мини-альбом Патерлини, за которым последовал и полный альбом — Viandanze, который был отпечатан на Fabrizio Paterlini Records в декабре 2009-го. Тем временем на сайте композитора появились для бесплатного скачивания переработанные 8 треков, специально для проигрывания их в спокойной обстановке чилаута. Издание Viandanze частично финансировалось за счёт пожертвований растущего сообщества поклонников Патерлини и впервые было исполнено в 2010 году в Театре Верди в Бускольдо, Мантуя.
Дальнейшее раскрытие потенциала музыки Патерлини происходило в сотрудничестве с британским музыкантом и продюсером Томом Картером. Получившийся в результате Viandanze Re-imagined EP (Test Tube, 2010) расширил репутацию Патерлини как художника, обладающего возможностью объединить музыкальные чувства, проходящие сквозь века.
Выступления на престижных фестивалях, которые последовали за выпуском в 2010-м альбома Fragments Found, опять же на Fabrizio Paterlini Records, позволили поставить Патерлини в один ряд с такими композиторами, как Людовико Эйнауди, Эрик Сати и Джордж Уинстон. 29 августа 2011 года он выпустил свой новый альбом Morning Sketches (Утренние эскизы). Патерлини распространял свой альбом по схеме «назови свою цену», со своего сайта.
Начиная с 21 сентября 2011 года, он сочинял, записывал и выпускал через интернет по одной песне в неделю в течение всего осеннего сезона. Этот проект был завершён в декабре 2011 года, в результате чего все 14 песен были включены в его альбом Autumn Stories (Осенние истории), выпущенный 20 февраля 2012 года.

## Дискография
- Viaggi in Aeromobile (30 октября 2007)
- Viandanze (13 декабря 2009)
- Viandanze re-imagined (by Fabrizio Paterlini and March Rosetta) (27 мая 2010)
- Fragments Found (29 октября 2010)
- Morning Sketches (Digital Album) (29 августа 2011)
- Autumn Stories (20 февраля 2012)
- Now (22 апреля 2013)
- The Art of the Piano (4 февраля 2014)
- Winter Stories (23 февраля 2018)[8]
- Tranzitions (29 ноября 2019)[9]
- Tranzitions II (27 марта 2020)[10]
- Tranzitions III (5 июня 2020)[11]